# Ana Mena/Diskografie
Diese Diskografie ist eine Übersicht über die musikalischen Werke der spanischen Popsängerin Ana Mena. Den Schallplattenauszeichnungen zufolge hat sie bisher mehr als 3,9 Millionen Tonträger verkauft, davon alleine in ihrer Heimat über 1,9 Millionen. Ihre erfolgreichste Veröffentlichung ist die Single A un passo dalla luna mit über 860.000 verkauften Einheiten.

## Alben

### Studioalben
| Jahr | Titel Musiklabel      | Höchstplatzierung, Gesamtwochen, AuszeichnungChartsChartplatzierungen (Jahr, Titel, Musiklabel, Platzierungen, Wochen, Auszeichnungen, Anmerkungen) | Anmerkungen                                            |
| Jahr | Titel Musiklabel      | ES | Anmerkungen                                            |
| ---- | --------------------- | --- | ------------------------------------------------------ |
| 2018 | Index Sony Music      | ES9 (2 Wo.)ES | Erstveröffentlichung: 11. Mai 2018                     |
| 2023 | Bellodrama Sony Music | ES1 Platin · (97 Wo.)ES | Erstveröffentlichung: 24. März 2023 Verkäufe: + 40.000 |

## Singles

### Als Leadmusikerin
| Jahr | Titel Album                                             | Höchstplatzierung, Gesamtwochen, AuszeichnungChartplatzierungen (Jahr, Titel, Album, Platzierungen, Wochen, Auszeichnungen, Anmerkungen) | Höchstplatzierung, Gesamtwochen, AuszeichnungChartplatzierungen (Jahr, Titel, Album, Platzierungen, Wochen, Auszeichnungen, Anmerkungen) | Höchstplatzierung, Gesamtwochen, AuszeichnungChartplatzierungen (Jahr, Titel, Album, Platzierungen, Wochen, Auszeichnungen, Anmerkungen) | Anmerkungen                                                                                        |
| Jahr | Titel Album                                             | ES | IT | CH | Anmerkungen                                                                                        |
| --- | ------------------------------------------------------- | --- | --- | --- | -------------------------------------------------------------------------------------------------- |
| 2017 | Ahora lloras tú Index                                   | ES78 Gold · (15 Wo.)ES | — | — | Erstveröffentlichung: 20. Januar 2017 Verkäufe: + 20.000; feat. CNCO                               |
| 2018 | Ya es hora Index                                        | ES29 Platin · (30 Wo.)ES | — | — | Erstveröffentlichung: 16. März 2018 Verkäufe: + 40.000; feat. Becky G und De La Ghetto             |
| 2019 | Como el agua (Remix) –                                  | ES81 Gold · (1 Wo.)ES | — | — | Erstveröffentlichung: 12. Dezember 2019 Verkäufe: + 30.000; mit Omar Montes                        |
| 2020 | La pared –                                              | ES68 (1 Wo.)ES | — | — | Erstveröffentlichung: 7. Mai 2020 mit Dellafuente                                                  |
| 2020 | A un passo dalla luna / A un paso de la luna Bellodrama | ES4 ×6Sechsfachplatin · (75 Wo.)ES | IT1 ×6Sechsfachplatin · (67 Wo.)IT | CH31 (17 Wo.)CH | Erstveröffentlichung: 3. Juli 2020 Verkäufe: + 860.000; mit Rocco Hunt, spanische Version mit Reik |
| 2021 | Música ligera Bellodrama                                | ES11 ×3Dreifachplatin · (36 Wo.)ES | — | — | Erstveröffentlichung: 25. November 2021 Verkäufe: + 180.000; Original von Colapesce & Dimartino    |
| 2022 | Duecentomila ore / Cuando la noche arriba –             | ES90 Gold · (1 Wo.)ES | IT19 Gold · (9 Wo.)IT | — | Erstveröffentlichung: 2. Februar 2022 Verkäufe: + 80.000                                           |
| 2022 | Mezzanotte –                                            | — | IT85 Gold · (10 Wo.)IT | — | Erstveröffentlichung: 3. Juni 2022 Verkäufe: + 50.000                                              |
| 2022 | Las 12 Bellodrama                                       | ES7 ×7Siebenfachplatin · (71 Wo.)ES | — | — | Erstveröffentlichung: 3. Juni 2022 Verkäufe: + 490.000; feat. Belinda                              |
| 2023 | Un Clásico Bellodrama                                   | ES53 ×2Doppelplatin · (19 Wo.)ES | — | — | Erstveröffentlichung: 20. Januar 2023 Verkäufe: + 120.000                                          |
| 2023 | Me he pillao x ti Bellodrama                            | ES52 Gold · (3 Wo.)ES | — | — | Erstveröffentlichung: 24. Februar 2023 Verkäufe: + 30.000; feat. Natalia Lacunza                   |
| 2023 | Acquamarina –                                           | — | — | — | Erstveröffentlichung: 14. Juni 2023 feat. Guè                                                      |
| 2023 | Melodia Criminal –                                      | — | IT48 Gold · (10 Wo.)IT | — | Erstveröffentlichung: 7. Juli 2023 Verkäufe: + 50.000; feat. Fred De Palma                         |
| 2023 | Madrid City –                                           | ES8 ×3Dreifachplatin · (50 Wo.)ES | — | — | Erstveröffentlichung: 29. September 2023 Verkäufe: + 180.000                                       |
| 2024 | La Razón –                                              | ES78 Gold · (2 Wo.)ES | — | — | Erstveröffentlichung: 3. Mai 2024 Verkäufe: + 30.000; mit Gale                                     |
| 2024 | Carita triste –                                         | ES6 Platin · (19 Wo.)ES | — | — | Erstveröffentlichung: 30. August 2024 Verkäufe: + 60.000; feat. Emilia                             |
| Folgende Lieder erschienen nicht als Single, wurden aber durch das Album zum Download und Streaming bereitgestellt und konnten somit eine Platzierung erlangen: |                                                         | | | | |
| |                                                         | | | | |
| 2023 | Lentamente Bellodrama                                   | ES72 (1 Wo.)ES | — | — | |

### Als Gastmusikerin
| Jahr | Titel Album                                                | Höchstplatzierung, Gesamtwochen, AuszeichnungChartplatzierungen (Jahr, Titel, Album, Platzierungen, Wochen, Auszeichnungen, Anmerkungen) | Höchstplatzierung, Gesamtwochen, AuszeichnungChartplatzierungen (Jahr, Titel, Album, Platzierungen, Wochen, Auszeichnungen, Anmerkungen) | Höchstplatzierung, Gesamtwochen, AuszeichnungChartplatzierungen (Jahr, Titel, Album, Platzierungen, Wochen, Auszeichnungen, Anmerkungen) | Anmerkungen                                                                                    |
| Jahr | Titel Album                                                | ES | IT | CH | Anmerkungen                                                                                    |
| ---- | ---------------------------------------------------------- | --- | --- | --- | ---------------------------------------------------------------------------------------------- |
| 2018 | D’estate non vale Uebe                                     | — | IT6 ×3Dreifachplatin · (47 Wo.)IT | — | Erstveröffentlichung: 15. Juni 2018 Verkäufe: + 150.000; Fred De Palma feat. Ana Mena          |
| 2019 | Una volta ancora / Se iluminaba Uebe                       | ES6 ×5Fünffachplatin · (73 Wo.)ES | IT1 ×7Siebenfachplatin · (99 Wo.)IT | CH61 (7 Wo.)CH | Erstveröffentlichung: 13. September 2019 Verkäufe: + 690.000; Fred De Palma feat. Ana Mena     |
| 2021 | Solo Eso es mental                                         | ES7 ×3Dreifachplatin · (42 Wo.)ES | — | — | Erstveröffentlichung: 29. Januar 2021 Verkäufe: + 120.000; Maffio feat. Omar Montes & Ana Mena |
| 2021 | Un bacio all’improvviso / Un beso de improviso Rivoluzione | ES58 Platin · (38 Wo.)ES | IT4 ×4Vierfachplatin · (28 Wo.)IT | — | Erstveröffentlichung: 4. Juni 2021 Verkäufe: + 440.000; Rocco Hunt feat. Ana Mena              |
| 2021 | Me quedo Un secreto al que gritar                          | ES98 Platin · (1 Wo.)ES | — | — | Erstveröffentlichung: 23. Juli 2021 Nil Moliner feat. Ana Mena                                 |
| 2022 | Quiero Decirte Insomnio                                    | ES30 ×4Vierfachplatin · (67 Wo.)ES | — | — | Erstveröffentlichung: 12. Mai 2022 Verkäufe: + 240.000; Abraham Mateo feat. Ana Mena           |
| 2022 | Ave de Paso La Cuarta Hoja                                 | — | — | — | Erstveröffentlichung: 30. November 2022 Pablo Alborán feat. Ana Mena                           |
| 2024 | Espacio en Tu Corazón (Remix) Nuevo Hotel Miranda!         | — | — | — | Erstveröffentlichung: 3. Oktober 2024 Enrique Iglesias feat. Ana Mena                          |
| 2024 | Como amigos Nuevo Hotel Miranda!                           | — | — | — | Erstveröffentlichung: 31. Oktober 2024 Miranda! feat. Ana Mena                                 |

## Statistik

### Chartauswertung
|                     | ES    |
| ------------------- | ----- |
| Nummer-eins-Alben   | ES1ES |
| Top-10-Alben        | ES2ES |
| Alben in den Charts | ES2ES |

|                       | ES     | IT    | CH    |
| --------------------- | ------ | ----- | ----- |
| Nummer-eins-Singles   | ES—ES  | IT2IT | CH—CH |
| Top-10-Singles        | ES6ES  | IT4IT | CH—CH |
| Singles in den Charts | ES20ES | IT7IT | CH2CH |

### Auszeichnungen für Musikverkäufe
| Goldene Schallplatte - Mexiko - 2025: für die Single Las 12 | Platin-Schallplatte - Frankreich - 2021: für die Single A un paso de la luna |

Anmerkung: Auszeichnungen in Ländern aus den Charttabellen bzw. Chartboxen sind in ebendiesen zu finden.
| Land/RegionAuszeichnungen für Musikverkäufe (Land/Region, Auszeichnungen, Verkäufe, Quellen) | Gold     | Platin       | Verkäufe  | Quellen             |
| -------------------------------------------------------------------------------------------- | -------- | ------------ | --------- | ------------------- |
| Frankreich (SNEP)                                                                            | —        | Platin1      | 200.000   | snepmusique.com     |
| Italien (FIMI)                                                                               | 3× Gold3 | 20× Platin20 | 1.610.000 | fimi.it             |
| Mexiko (AMPROFON)                                                                            | Gold1    | —            | 70.000    | amprofon.com.mx     |
| Spanien (Promusicae)                                                                         | 5× Gold5 | 38× Platin38 | 2.080.000 | elportaldemusica.es |
| Insgesamt                                                                                    | 9× Gold9 | 59× Platin59 |           |                     |